# Said Paulo Arges
Said Paulo Arges mais conhecido por Said, (Congonhas, 8 de outubro de 1905 — Congonhas, 16 de abril de 1994) foi um futebolista brasileiro que atuou como meia-direita ou atacante e que marcou história no Atlético Mineiro. Sendo o sexto maior artilheiro com 142 gols marcados.

## Biografia
O meia-direita, no chamado "Trio Maldito" formado  por Mário de Castro, Jairo e ele(Said), era quem mais demonstrava paixão pela bola. Se pudesse, passaria 24 horas por dia no campo. Por causa do futebol, prorrogou a permanência na Faculdade de Direito por muitos anos além do tempo regulamentar - deveria ter-se formado em 1932, mas só conseguiu o diploma em 1942. Said tinha uma personalidade interessante. Quem pela primeira vez deparava com seu cenho quase sempre franzido, ficava com a impressão de estar diante de um sujeito reservado, de poucos amigos. Bastavam cinco minutos de conversa para ele se revelar um tremendo boa-praça. Em 1933 Said defendeu o Fluminense do Rio de Janeiro.

## Curiosidades
- Integrante da colônia árabe belo-horizontina, Said recebeu o apelido "Abi-Chute". (abi,em árabe, significa pai)
- Formou-se em Direito, e ocupou o cargo de Diretor da TV Vila Rica, atual TV Bandeirantes.

## O Trio Maldito

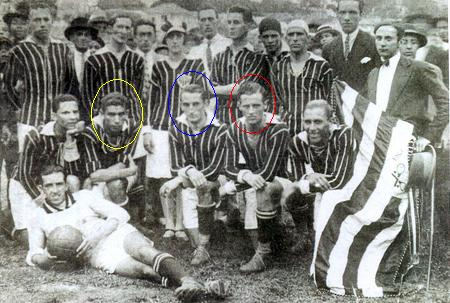
Mário de Castro, circulado de vermelho; Jairo, de azul; e Said, de amarelo formavam o "Trio Maldito" do Atlético-MG na década de 30

Em qualquer time que jogasse, Mário de Castro teria feito sucesso. Mas certamente não teria brilhado com tanta intensidade se não contasse com a sorte de jogar ao lado de Jairo e de Said. Os dois eram craques superlativos.
Com sua trinca de reis e um grupo de gênios em campo, o Atlético do final dos anos 1920, início dos 1930, parecia indestrutível. Era forte, irremediavelmente vencedor e não guardava nenhuma semelhança com a equipe acanhada que estivera a ponto de ir a pique poucos anos antes.
Juntos, para a imprensa e para os adversários, eram o Trio Maldito. Para a massa alvinegra, nunca houve linha tão bendita.

## Títulos
Atlético Mineiro
- Campeonato Mineiro: 1927, 1931, 1932
- Torneio Início: 1928, 1931, 1932
- Taça Internacional de Belo Horizonte: 1929